# Mali Zdenci
Mali Zdenci (česky Malé Zdence) je vesnice v Chorvatsku v Bjelovarsko-bilogorské župě, spadající pod opčinu města Grubišno Polje. Nachází se asi 3 km jihozápadně od Grubišna Polje. V roce 2011 zde žilo 436 obyvatel. V roce 1991 bylo 33,07 % obyvatel (169 z tehdejších 511 obyvatel) české národnosti.
Vesnice leží na silnici D5.

## Sousední sídla
| Růžice kompasu | Pavlovac      | Grbavac     |                  | Růžice kompasu |
| Růžice kompasu | Veliki Zdenci | Sever       | Orlovac Zdenački | Růžice kompasu |
| Růžice kompasu | Veliki Zdenci | Mali Zdenci | Orlovac Zdenački | Růžice kompasu |
| Růžice kompasu | Veliki Zdenci | Jih         | Orlovac Zdenački | Růžice kompasu |
| Růžice kompasu | Končanica     |             |                  | Růžice kompasu |